# 北海道道752号名駒田下線
北海道道752号名駒田下線（ほっかいどうどう752ごう なこまたしもせん）は、北海道磯谷郡蘭越町内を結ぶ一般道道（北海道道）である。

## 概要

### 路線データ
- 起点：北海道磯谷郡蘭越町名駒町（北海道道267号磯谷蘭越線交点）
- 終点：北海道磯谷郡蘭越町字田下（国道5号交点）
- 総延長：10.846 km
- 実延長：10.818 km
- 重用延長：0.028 km

### 道路管理者
- 後志総合振興局 小樽建設管理部 蘭越出張所

## 歴史
- 1972年（昭和47年）3月31日 - 北海道道752号名駒目名停車場線として路線認定[1]。
- 1974年（昭和49年）3月31日 - 終点を延長し、現在の路線名に変更[2]。

## 地理

### 通過する自治体
- 後志総合振興局
  - 磯谷郡蘭越町

### 交差する道路
蘭越町
- 北海道道267号磯谷蘭越線 - 名駒町（起点）
- 国道5号 - 字田下（終点）

### 沿線にある施設など
蘭越町
- JR北海道 函館本線 目名駅